# Polenský les
Der Polenský les (deutsch: Hirschfelder Revier) im östlichen Fichtelgebirge ist ein nahezu vollständig mit Fichtenforsten bedecktes Waldgebiet. Ursprünglich war das Hirschfelder Revier eine Forstabteilung des Liebensteiner Forstes. Erst nach der Neueinteilung durch die tschechoslowakischen Behörden wurde dieses Waldgebiet als Polenský les bezeichnet.
Als tschechischer Teil der Selb-Wunsiedler Hochfläche ist er eine flach gewellte Hügellandschaft in 500 bis 627 m n.m. Naturräumlich gehört er zur Hazlovská pahorkatina (deutsch etwa: Haslauer Hügelland), einer Untereinheit der etwas über das landläufig als Fichtelgebirge bezeichnete Gebiet hinausgehenden geomorphologischen Haupteinheit Smrčiny (deutsch: Fichtelgebirge) nach tschechischem System.

## Geographie
Der Polenský les erstreckt sich im Norden von Buchwald bei Selb entlang der Staatsgrenze zu Deutschland nach Süden bis östlich von Häusellohe und reicht im Osten von Lipná (deutsch: Lindau) bis Podílná (deutsch: Halbgebäu).
Nördlich dieses Gebietes liegt der Slatinný les (deutsch: Gärberhau), südlich der Libský les (deutsch: Liebensteiner Revier).

## Geologie
Geologisch besteht der Gebirgsstock im Wesentlichen aus Granit. Die Geschichte seiner Orogenese beginnt im Präkambrium vor etwa 750–800 Millionen Jahren – fast 20 % der Erdgeschichte deckt das Gebirge ab, was nur auf wenige der heute noch bestehenden Rumpfgebirge zutrifft. Der Gebirgsstock ist vielfach von Basaltkegeln durchsetzt.

## Berge
Höchster Berg im Polenský les ist der Jelení vrch mit 627 m n.m.
- Weitere Berge siehe Selb-Wunsiedler Hochfläche.

## Ortschaften
Kleinere Orte wie Polná (deutsch: Hirschfeld) oder Podílná (deutsch: Halbgebäu) und viele Weiler und Einöden liegen verstreut im und am Polenský les.

## Gewässer
Der Flusslauf Libský potok sowie Weiherketten am östlichen und südlichen Rand des Forstes.

## Nachweise
1. ↑  Heinrich Berghaus: Das Fichtelgebirge und der Frankenjura in: Deütschlands Höhen – Beiträge zur genauern Kenntniß derselben (1834), auf books.google.de
2. ↑  DEMEK J. a kol.: Zeměpisný lexikon ČSR – Hory a nížiny, Academia, Praha 1987 s. 222

## Karten
- Mapy Czech